# Maximilian – Das Spiel von Macht und Liebe
Maximilian – Das Spiel von Macht und Liebe ist ein Historienfilm der MR Film, eine österreichisch-deutsche Koproduktion aus dem Jahr 2017. Der unter der Regie von Andreas Prochaska entstandene dreiteilige Fernsehfilm wurde am 1., 2. und 3. März 2017 erstmals im ORF ausgestrahlt. Am 30. Jänner 2017 wurde der Film im Wiener Urania-Kino vorgestellt. Im deutschen Fernsehen lief der Dreiteiler am 1., 2. und 3. Oktober 2017 in Erstausstrahlung im ZDF.
Nachdem der reiche Herrscher von Burgund in einen Hinterhalt geraten und zu Tode gekommen ist, sieht sich seine Tochter Maria in eine gefährliche Rolle gedrängt. Um ihr Reich zu sichern, muss sie so schnell wie möglich heiraten. Maria von Burgund wird von Christa Théret und Maximilian I., der ihr Ehemann wird, von Jannis Niewöhner verkörpert.

## Handlung

### Teil 1
Vorwort: „Im 15. Jahrhundert regiert Kaiser Friedrich III. über das Heilige Römische Reich. Von Westen her strebt Ludwig XI., König von Frankreich, nach der Vorherrschaft über Europa. Zwischen Frankreich und Österreich hat Karl der Kühne das Herzogtum Burgund bis in die Niederlande ausgedehnt. Er ist der reichste und mächtigste Fürst Europas. Doch bei der Belagerung von Nancy verlässt ihn sein Kriegsglück.“
Nach dem Tod ihres Vaters, des Herzogs von Burgund, im Jahr 1477 üben sowohl der König von Frankreich als auch die mächtigen Bürgerstände in Gent Druck auf Maria aus. Aber auch Kaiser Friedrich mischt in diesem Spiel mit, da er Geld braucht, um im Kampf gegen die Ungarn und Türken bestehen zu können. Zudem wird sein Reich im Westen durch die Franzosen bedroht. Sein Sohn Maximilian soll Maria an das Heiratsversprechen erinnern, das sich deren Vater und Friedrich seinerzeit bei der Geburt ihrer Kinder gaben, und um Marias Hand anhalten.
Maria versucht inzwischen allein zu herrschen, was Frankreich gegen sie aufbringt, da einer Frau eine solche Position nicht zustehe. König Ludwig ist fest entschlossen, Maria mit seinem gerade mal neunjährigen Sohn Charles zu vermählen, um Zugriff auf das reiche Burgund zu bekommen. Frankreich versucht geschickt, auf die dem Land wohlgesinnten reichen Burgunder Bürger einzuwirken, und stachelt sie an, von Maria ein Mitspracherecht bei der Wahl ihres zukünftigen Gatten zu verlangen. Maria gelingt es jedoch, ein Schreiben an Maximilian zu verfassen und ihre treue Kammerfrau Johanna von Hallewyn damit nach Wiener Neustadt zu schicken, damit sie sich ein Bild von dem jungen Mann machen kann, den Maria für einen Barbaren hält. Johanna kann ihr nur Positives berichten, sie selbst ist zudem sehr angetan von Maximilians Kämmerer und Freund Wolf von Polheim, den sie bei dieser Gelegenheit kennenlernt. Maximilian ist von Marias Schönheit, die ihr Bildnis verheißt, berührt und glaubt nun, dass es seine Bestimmung sei, Maria beizustehen, und eine Heirat mit ihr sein Glück sein werde, auch wenn sie ursprünglich politischen Interessen geschuldet ist, was er ablehnte. So macht er sich auf nach Gent. König Ludwig ist jedoch fest entschlossen, dafür zu sorgen, dass er dort niemals ankommt.

### Teil 2
Maximilian ist mit einem großen Gefolge unterwegs zu Maria. Finanziert wird das Ganze von dem reichen Kaufmann Ulrich Fugger, der sich im Gegenzug gute Geschäfte mit dem reichen Burgund verspricht. Zur selben Zeit gerät Maria immer mehr unter Druck, da die von Ludwig geschickten französischen Truppen das Land plündern und brandschatzen. Zudem wird sie von Jan Coppenhole und dem Großen Rat der reichen Bürger massiv bedrängt. Als einer von ihnen, Adolf von Egmond, sie in der Nacht vergewaltigen will, tötet sie ihn. Zusammen mit Johanna und ihrer Stiefmutter Margarete beseitigt sie den Leichnam.
Maximilian durchquert, ohne es zu wissen, ein pestverseuchtes Gebiet und wäre auch fast darin versunken, wäre ihm sein Freund Polheim nicht gerade noch rechtzeitig zu Hilfe gekommen. Leider hat er sich infiziert und verbringt eine längere Zeit im Delirium. Als der französische Hof davon erfährt, sorgt das dort für mächtigen Auftrieb. Als man Marias Vertraute, Kanzler Guillaume Hugonet und Guy de Brimeu, vor dem Großen Rat des Hochverrats anklagt, stimmt Maria in ihrer Verzweiflung zu, den Dauphin zu heiraten. Zu spät wird ihr klar, dass ihr Versprechen vergebens war, da die beiden Männer trotzdem umgebracht werden. Wiederum gelingt es der in Gewahrsam genommenen Herzogin, über ihre Vertraute Johanna Maximilian einen verzweifelten Brief zukommen zu lassen.
Dem inzwischen genesenen Maximilian ist sogleich klar, wie ernst Marias Lage ist. Da man ihn aber in Köln festhält, bis er die durch seine Truppen verursachten Kosten beglichen hat, schickt er seinen Freund Polheim mit Johanna nach Gent, damit dieser an seiner Stelle die Ehe mit ihr schließt. Gerade noch rechtzeitig, um Maria davon abzuhalten an der Landesgrenze den Dauphin Charles zu treffen, trifft Polheim ein und heiratet Maria in Stellvertretung Maximilians. Kurz nach der Hochzeitszeremonie kommt es zu einem blutigen Zwischenfall, als der französische Gesandte Philippe de Commynes Maria abholen will und Polheim einem neben diesem stehenden Gesandten, in Vertretung seines Herrn, mit dem Schwert die Hand abtrennt.
Bei Maximilians Ankunft am Hof begegnen ihm die Burgunder Bürger sowie die Höflinge mit Misstrauen. Maria reitet ihm ernst und wunderschön anzusehen entgegen. In dieser Nacht versucht der von Olivier le Daim angestiftete Knappe Bertram, Maximilian zu töten. Das Paar war jedoch auf ihn vorbereitet und beschließt nun, Frankreich ab jetzt mit aller Entschiedenheit zu bekämpfen.

### Teil 3
Bei einem Festessen gelingt es Maximilian, seine neuen Untertanen davon zu überzeugen, dass er aufrichtig ist und auch ihr Wohl im Sinn hat. Maria und Maximilian kommen sich in dieser Nacht sehr nahe und ihre Liebe zueinander nimmt ihren Anfang.
Maximilian kann für seinen geplanten Krieg gegen Frankreich Ulrich Fuggers finanzielle Unterstützung gewinnen. Allerdings ahnt er nicht, dass Johannas Mann von Hallewyn aus Eifersucht auf von Polheim eine Intrige angezettelt hat, die Maximilian zwingt, eine Entscheidung aufgrund der unnachgiebigen Gesetze Burgunds zu treffen. Er soll einer Verstümmelung Johannas zustimmen. Polheim versucht zu helfen, indem er die alleinige Schuld auf sich nimmt. Nun muss Maximilian den Freund verurteilen und fällt die kluge Entscheidung, dass Polheim auf verlorenem Posten im Krieg gegen Frankreich zu kämpfen habe, um mit seinem Tod für Burgund zu sühnen.
Monate vergehen und Maria und Maximilians erstes Kind wird geboren. Da das Gerücht gestreut worden ist, es handele sich um ein Mädchen, ist das Paar gezwungen, seinen Sohn öffentlich zu präsentieren. Während dieser Feierlichkeiten stößt Olivier le Daim Maximilian in einem unbewachten Moment einen Dolch in die Rippen. Zum Glück überlebt er den Anschlag. Olivier le Daim und Philippe de Commynes sind nun gezwungen, König Ludwig ihr Versagen einzugestehen, der darüber so in Wut gerät, dass er einen weiteren Schlaganfall erleidet, dem er erliegt.
In der nun anstehenden Schlacht sieht sich Maximilian mit dem Bild aus seinem Traum konfrontiert, als er sich dem minderjährigen Dauphin gegenübersieht. Direkt an seiner Seite kämpft Polheim, dem es gelingt, seinen Kontrahenten von Hallewyn zu töten. Bereits nach drei Tagen ist die Schlacht entschieden und der Dauphin auf der Flucht. Glücklich kehrt Maximilian zu Maria zurück, die wieder schwanger ist. Und auch Polheim und Johanna finden zusammen.
Vier Jahre sind ins Land gezogen, als Maria im Jahr 1482 einen Reitunfall nicht überlebt.
Epilog: „Maximilian kämpfte noch Jahre gegen die Bürger Flanderns und gegen Frankreich, bis er das burgundische Erbe sichern konnte. 1507 zum römisch-deutschen Kaiser gewählt, begründete er ein Reich, in dem die Sonne nie unterging. In der Liebe wurde er nie wieder glücklich.“

## Produktionsnotizen, Veröffentlichung

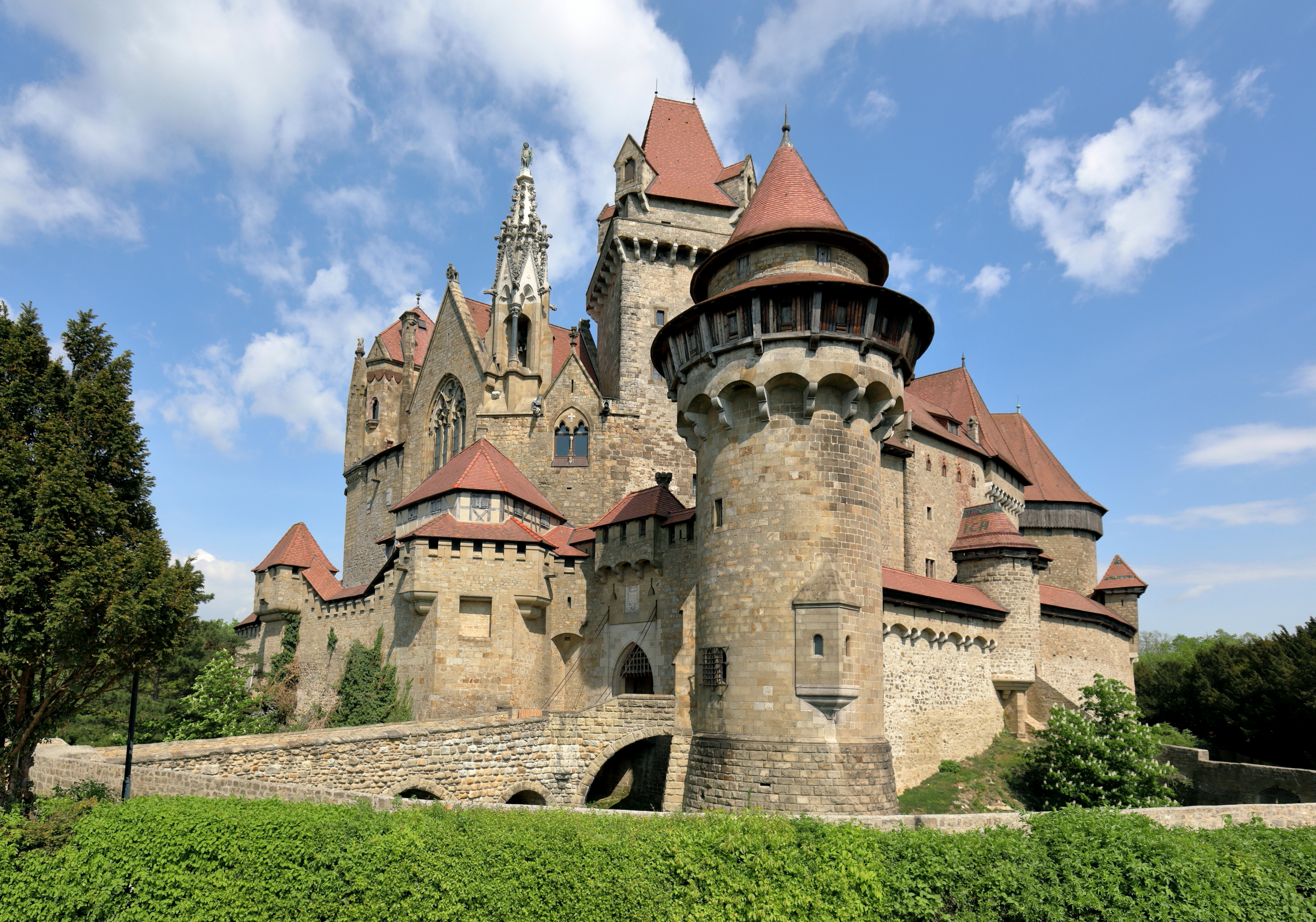
Burg Kreuzenstein, einer der Drehorte des Films

Die Dreharbeiten fanden im Herbst und Winter 2015 in Wien, Niederösterreich, der Steiermark, Ungarn, Tschechien und Belgien statt. Gedreht wurde an rund 60 Burgen und Schlössern, Drehorte waren unter anderem das Stift Zwettl, Schloss Rosenburg, die Burgen Rappottenstein und Kreuzenstein, die Franzensburg in Laxenburg sowie die Wiener Votivkirche, das Sacré Coeur Pressbaum, die Burgruine Dobra und Schloss Grafenegg. 3000 Komparsen, 550 Pferde, 800 Kostüme und 100 Rüstungen bildeten die Kulisse.
Unterstützt wurde der nach der Vorlage von Peter Prange entstandene Film vom Filmfonds Wien, dem Fernsehfonds Austria und dem Land Niederösterreich, beteiligt waren der Österreichische Rundfunk und das ZDF. Produziert wurde der Film von MR Film und der Beta-Film. Die historische Aufarbeitung und Konzeption lag bei Michaela Ronzoni und Julia Sengstschmid. Für den Ton zeichnete Dietmar Zuson verantwortlich, für das Kostümbild Thomas Oláh und für das Szenenbild Bertram Reiter. Das Budget betrug 15,5 Millionen Euro.
Der Dreiteiler wurde am 4. Oktober 2017 von Polyband/WVG auf DVD sowie auf Blu-ray herausgegeben.
2018 wurden die Senderechte für den Dreiteiler vom US-Pay-TV-Konzern Starz erworben.

## Synchronisation
Die deutsche Synchronisation für die französischen Schauspieler erfolgte durch die Synchronfirma Neue Tonfilm München, Dialogregie: Clemens Frohmann und Andreas Prochaska, Dialogbuch: Clemens Frohmann und Marina Rehm. Cast: Franziska Striebeck, Ton: Benedikt Mühle, Cut: Claudia Enzmann.
| Rolle                | Schauspieler        | Sprecher            |
| -------------------- | ------------------- | ------------------- |
| Maria von Burgund    | Christa Théret      | Sophie Rogall       |
| Margareta von York   | Alix Poisson        | Carin C. Tietze     |
| Philippe de Commynes | Nicolas Wanczycki   | Torben Liebrecht    |
| Olivier de la Marche | Raphaël Lenglet     | Patrick Schröder    |
| Olivier le Daim      | Thierry Pietra      | Matthias Kupfer     |
| Ludwig XI.           | Jean-Hugues Anglade | Martin Umbach       |
| Dauphin Charles      | Max Baissette       | Angelo Ciletti      |
| Charlotte de Savoie  | Sylvie Testud       | Alexandra Mink      |
| Guy de Brimeu        | Yvon Back           | Thomas Wenke        |
| Guillaume Hugonet    | André Penvern       | Erich Ludwig        |
| Anne de France       | Caroline Godard     | Leslie-Vanessa Lill |
| Jeanne               | Mélusine Mayance    | Laura Jenni         |
| Pestarzt             | Christian Strasser  | Walter von Hauff    |

## Rezeption

### Kritiken
DerStandard.at schrieb: „Regisseur Andreas Prochaska hat nach einem Drehbuch von Martin Ambrosch ein viereinhalbstündiges Spektakel inszeniert, das den Vorschusslorbeeren gerecht wird. Mit viel Gespür für Atmosphäre, einem hervorragenden Darstellerensemble und beeindruckenden Schauplätzen entsteht das Bild einer Epoche, in der ‚Das Spiel von Macht und Liebe‘, so der Untertitel, weitreichende Folgen hatte.“ „Maximilian […] schafft es, verstaubte Bild- und Erzähltraditionen des mitteleuropäischen öffentlich-rechtlichen Fernsehens abzuschütteln und sich mit raffiniert gewebten Spannungsbögen (Buch: Martin Ambrosch), aufregender Optik (Kamera: Thomas Kiennast) und einer das Geschehen unbarmherzig seinem Höhepunkt zutreibenden Geschichte (Regie: Andreas Prochaska) in die Oberliga seriellen Storytellings zu hieven und trotzdem nicht wie ein Game of Thrones für Arme zu wirken.“
Die Tiroler Tageszeitung schrieb, dass das Schlechteste an Maximilian der Untertitel sei, der an Das Lied von Eis und Feuer erinnere: „Die mit viel Liebe zum historischen Detail erzählte Saga um den letzten Ritter bietet raffiniert orchestrierte Spannungsbögen, beachtliche Schauwerte, die Thomas Kiennasts Kamera auch mit angemessenem Stolz umkreist, und – besonders erfreulich – Dialoge, die darauf vertrauen, dass nicht immer jede mögliche und unmögliche Regung ausformuliert werden muss.“
Die Presse bezeichnete den Film als eine „mit Intrigen gewürzte, romantisierte Lovestory“ und urteilte: „ein sehenswerter dreiteiliger History-Schinken, auch dank der großartigen Schauspieler.“
Die Neue Zürcher Zeitung kritisierte, die Macher des Films seien „in die Falle getappt, politische Aktualität zu plump einfliessen zu lassen – anstatt den Zuschauer selber denken zu lassen.“ Nachdem Maria von Burgund hinsichtlich der Beherbergung von Flüchtlingen Angela Merkels Worte „Wir schaffen das!“ gesagt habe, komme schlagartig „beim Zuschauer das ungute Gefühl auf, dass ein historisches Drama hier als politische Botschaft dient.“
Die Süddeutsche Zeitung schrieb, das Epos schwelge „in bewährten mittelalterlichen Rittereien. Es wird munter gefressen, gestunken, geschlachtet, gemeuchelt, vergiftet, geköpft, manchmal auch gebadet und am Ende, weil’s so schön war und noch schöner werden soll, prachtvoll geheiratet.“ Das Fazit lautete: „… anders als mit dem Hirn schon im Bett wäre dieser Schinken kaum zu ertragen.“
Die Frankfurter Allgemeine Zeitung charakterisierte den Dreiteiler als Seifenoper und „gefühlige Kostümklamotte“. Sie bezeichnete als Kernproblem des Films, dass seine Opulenz „ganz im Emotionalen verankert“ sei. Den Dialogen bescheinigte sie „das Originalitätsniveau von Glückskekssprüchen“.
Kino.de sah das ganz anders, fand ausschließlich lobende Worte für den Film und schrieb: „Der aufwändige Dreiteiler ist vorzügliches historisches Fernsehen mit vielen Bezügen zur Gegenwart.“ Weiter hieß es, dass Hollywood „die Geschichte des ‚letzten Ritters‘ Maximilian […] vermutlich ganz anders erzählt“ hätte und der Film „sehr europäisch, aber nicht minder sehenswert“ sei. Die Darsteller seien „keine Weltstars“, aber „sehenswerter als viele Hollywoodgesichter“. Der Film sei auf eine kunstvolle, den höchsten Maßstäben gerecht werdende Weise, fotografiert. Für „herausragende Qualität“ würden außerdem die beiden wichtigsten Verantwortlichen bürgen: Martin Ambrosch (Buch) und Andreas Prochaska (Regie). Die Geschichte „sei es fraglos wert, erzählt zu werden“ und der Dreiteiler sei wegen der Umsetzung ein Ereignis. „Großes Fernsehen“ würden schon der Vorspann und die wuchtige Musik signalisieren. Ebenfalls sei die Bildgestaltung „ein Genuss“. Kameramann Thomas Kiennast habe „allem Anschein nach auf künstliche Lichtquellen verzichtet“. Diese „Ästhetik [lasse] viele Aufnahmen wie Gemälde wirken und verleih[e] dem Film eine ganz spezielle Atmosphäre“. „Nicht minder sehenswert [seien] die beiden Hauptdarsteller: Die Französin Christa Théret verkörper[e] die Herzogin als moderne Frau mit sympathisch subtiler Ironie, Niewöhner spiele Maximilian als Ritter ohne Furcht und Tadel, sorge aber auch für die nötigen Zwischentöne, die nachvollziehen lassen, warum sich Maria in ihn verliebt.“
Oliver Armknecht vergab auf film-rezensionen.de sechs von zehn Punkten. Die Produktion sei durchaus spannend und gut ausgestattet, selbst wenn der Dreiteiler zuweilen in Richtung Seifenoper gehe und alles andere als subtil sei.

### Einschaltquoten
Den ersten Teil verfolgten bei Erstausstrahlung im ORF 739.000 Zuseher, dies entsprach einem Marktanteil von 25 Prozent. Durchschnittlich folgten dem Dreiteiler im ORF 761.000 Seher bei Erstausstrahlung.
| Teil          | Erstausstrahlung Österreich (ORF) | Zuschauer Österreich | Erstausstrahlung Deutschland (ZDF) | Zuschauer Deutschland |
| ------------- | --------------------------------- | -------------------- | ---------------------------------- | --------------------- |
| 1             | 1. März 2017                      | 739.000              | 1. Oktober 2017                    | 2,36 Millionen        |
| 2             | 2. März 2017                      | 788.000              | 2. Oktober 2017                    | 2,46 Millionen        |
| 3             | 3. März 2017                      | 755.000              | 3. Oktober 2017                    | 2,28 Millionen        |
| Dokumentation | 3. März 2017                      | 532.000              |                                    |                       |

## Auszeichnungen und Nominierungen
- 2017: Prix Europa – Nominierung in der Kategorie „TV Fiction“[25]
- 2017: Bambi-Verleihung 2017 – Nominierung in der Kategorie Schauspieler National für Jannis Niewöhner[26]
- 2018: Romyverleihung 2018 – Auszeichnung in der Kategorie Bester Fernsehfilm, Nominierung in der Kategorie Beste Bildgestaltung TV-Film[27]

## Historischer Hintergrund

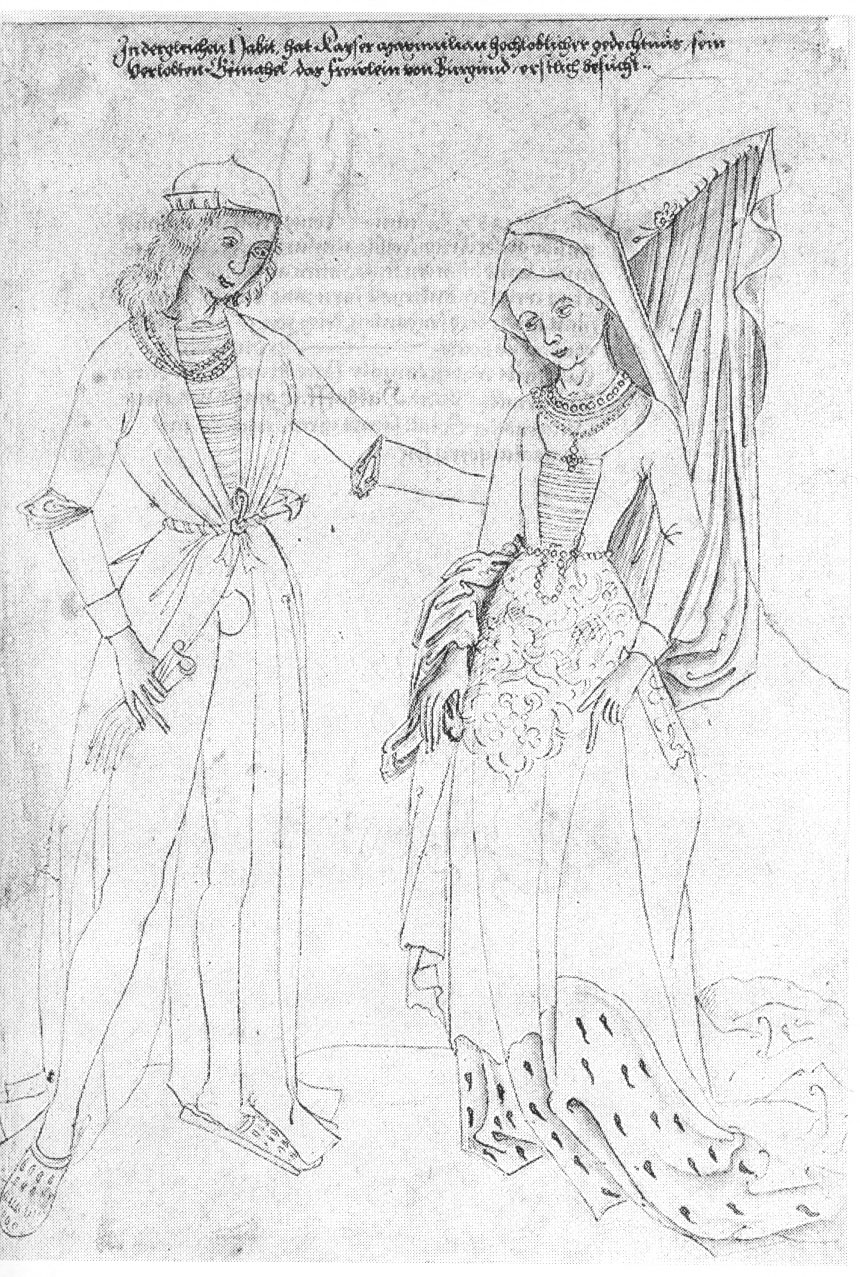
Maximilian I. und seine Gemahlin Maria von Burgund. Anonym, 2. Hälfte 15. Jh.

Maria von Burgund (französisch Marie de Bourgogne; 1457–1482) war das einzige Kind und somit Alleinerbin des Herzogs Karl des Kühnen. Als ihr Vater 1477 während der Schlacht bei Nancy starb, wurde sie Herzogin von Burgund und musste sich gegen die von König Ludwig XI. von Frankreich beanspruchten Erbrechte verteidigen. Um ihre Position zu wahren, heiratete sie 1477 Maximilian I. Erzherzog von Österreich, der iure uxoris Herzog von Burgund wurde und so den Anspruch auf das Erbe Karls des Kühnen sicherte. Das Paar bekam nach dem Thronerben Philipp dem Schönen (1478) noch die Tochter Margarete (1480) und einen weiteren Sohn (1481), der jedoch knapp vier Monate nach seiner Geburt verstarb. Maria, die als eine der schönsten Frauen ihrer Zeit gegolten hatte, verstarb 1482 im Alter von nur 25 Jahren an den Folgen eines Reitunfalls. Maximilian soll zeitlebens nicht über ihren Tod hinweggekommen sein.
Maximilian I. Erzherzog aus dem Hause Habsburg (1459–1519), genannt „der letzte Ritter“ war ab 1477 Herzog von Burgund, ab 1486 römisch-deutscher König, ab 1493 Herr der Österreichischen Erblande und ab 1508 Kaiser des Heiligen Römischen Reiches. Er war der Sohn von Kaiser Friedrich III. (HRR) und dessen Ehefrau Eleonore Helena von Portugal. 1494 vermählte sich Maximilian auf Betreiben von dritter Seite aus strategischen Gründen in zweiter Ehe mit Bianca Maria Sforza (1472–1510), die jedoch eine eher untergeordnete Rolle in seinem Leben spielte.

## Historische Abweichungen
Im Unterschied zu den meisten Fernsehserien der letzten Jahre wurde Maximilian – Das Spiel von Macht und Liebe keineswegs mit Verweisen auf eine besonders genaue Historizität oder durch die Hervorhebung von intensiven historischen Fakten-Recherchen beworben. So meinte zum Beispiel der Regisseur Andreas Prochaska in einem Interview:
… Die Figur des Maximilian, die mir bei meiner Recherche begegnet ist, ist eine höchst spannende. Für mich ist seine Geschichte auch die Coming-of-Age Geschichte eines Monarchen. An gewissen Punkten habe ich bewusst nicht recherchiert und versucht, meinen Blick nur auf die Drehbücher zu konzentrieren, weil zu viel Faktenwissen bei der Dramaturgie auch im Weg stehen kann.
Daher bleibt offen, ob die meisten historischen Abweichungen auf dramaturgische Überlegungen, auf fehlerhafte Sachkenntnis oder andere Ursachen zurückzuführen sind. Im Folgenden sind nur historischen Abweichungen aufgelistet, bei denen die belegten historischen Fakten einschneidend verändert worden sind und so die Geschichte beziehungsweise der historische Hintergrund „verfälscht“ wurde.
- In der Serie stirbt König Ludwig XI. vor der Schlacht bei Guinegate, die 1479 stattfand. In Wirklichkeit starb Ludwig erst im Jahr 1483, er erlebte also nicht nur die Schlacht bei Guinegate noch, sondern auch Marias Tod im Jahr 1482.
- In der Serie ist die Ehe zwischen Maria und Maximilian für sie eine Notlösung, beide wollen diese Ehe zunächst nicht. In der Serie erfährt Maximilian außerdem von seinem Vater, dass er und Maria nach ihrer Geburt von ihren Vätern einander versprochen wurden. Ein solches Versprechen ist historisch nicht belegt. In Wirklichkeit war die Eheschließung der beiden das Resultat von Verhandlungen, die über mehrere Jahre mit Unterbrechungen geführt worden waren. Zum Zeitpunkt von Karls Tod war die Ehe beschlossen, ein möglicher Hochzeitstermin bereits vorgesehen und sämtliche bestehende Ehehindernisse (wie zum Beispiel die zu nahe Verwandtschaft zwischen Maria und Maximilian, die einen päpstlichen Dispens erforderte) bereits beseitigt. Es spricht alles dafür, dass Maria letztlich nur die von ihrem Vater geplante Politik fortgesetzt hat, und dies dürfte auch der Grund gewesen sein, dass ihr Festhalten an der Eheschließung mit Maximilian selbst von ihren Landständen akzeptiert wurde. Dafür, dass Maria selbst herrschen wollte, gibt es keine historischen Belege.[29]
- Die direkten Umtriebe des Herren Adolf von Egmont gegenüber der jungen Herzogin Maria und sein Tod im Schlafgemach sind völlig unhistorisch. Ebenso ereignete sich die direkte Gegnerschaft von Maximilian mit Jan van Coppenolle und den flandrischen Ratsherren erst 10 Jahre nach dem Tode Maria von Burgunds.
- In der Serie will der Kaiser seine Tochter Kunigunde mit dem ungarischen König Matthias verheiraten, was dem zwölfjährigen Mädchen erspart bleibt, da König Matthias sich entschließt, eine andere zu heiraten. Das entspricht keineswegs den gesicherten Fakten. Allerdings dürfte sich Matthias in den 1460er-Jahren unter Anderen tatsächlich um eine Ehe mit der Kaisertochter, die damals noch ein Kleinkind war, bemüht haben, das Eheprojekt scheiterte allerdings daran, dass der Kaiser dagegen war.[30]
- In der Serie wird der Eindruck vermittelt, dass das Herzogtum Burgund, über das Maria herrschen will, ein Lehen der französischen Krone ist. In Wirklichkeit bestand der Länderkomplex nicht nur aus dem Herzogtum Burgund, nach dem sich Marias Vorfahren benannt hatten, sondern umfasste noch eine ganze Reihe weiterer Herzogtümer, Grafschaften und Herrschaften wie Brabant, Flandern, Luxemburg, Holland, Seeland, Hennegau etc., von denen der größere Teil Lehen des Heiligen Römischen Reiches waren. Der Kaiser hätte die Möglichkeit gehabt, den zum Reich gehörigen Teil des „Burgundischen Erbes“ nach dem Tod Karls des Kühnens und dem Fehlen eines männlichen Erbens als erledigte Reichslehen einzuziehen und dann entweder neu zu vergeben oder zu verpfänden.[31] Eine solche Maßnahme hätte dem Kaiser nicht nur Geld gebracht, sondern auch die Möglichkeit gegeben, durch die Vergabe an verschiedene Reichsfürsten und Reichsstände oder andere Verbündete, den Länderkomplex, den Karl der Kühne und seine Vorfahren geschaffen hatten, wieder aufzulösen. Dass der Kaiser diese Möglichkeit nicht nutzte oder zu nutzen versuchte, hängt damit zusammen, dass er selbst beziehungsweise seine Dynastie von Maria als alleiniger Erbin profitierten. In der Serie dagegen entsteht der Eindruck, dass der Kaiser dem französischen König außer dem Eheprojekt politisch nichts entgegensetzen kann und dass für ihn die burgundische Heirat ohnehin nur ein kurzfristiger Geldbeschaffungscoup ist. Damit aber wird dort die tatsächliche politische Lage nicht nur wesentlich vereinfacht, sondern auch den Fakten gegenüber entscheidend verändert.
- In der Serie kann Maximilian die Heirat des Dauphins mit Maria nach dem Tod ihres Vaters in letzter Minute mit einem Trick verhindern: Er schickt seinen Freund Wolf in die Niederlande, wo dieser Maria direkt vor ihrer Abreise nach Frankreich für ihn „per procurationem“ heiratet. In Wirklichkeit war die Ehe zwischen Maximilian und Maria bereits im April 1477 „per procurationem“ geschlossen worden, also noch ehe Maximilian überhaupt die Reise zu ihr angetreten hatte. Außerdem sind solche Trauungen vom Spätmittelalter bis zu Beginn des 19. Jahrhunderts für die meisten damaligen Eheschließungen im Hochadel belegt und um eine bereits in dieser Form geschlossene „Vor-Ehe“ wieder aufzulösen, wurde gewöhnlich die Kirche beziehungsweise ein päpstlicher Dispens benötigt. Als Trick hätte das zu Maximilians Zeiten sicher nicht funktioniert.
- Hinzu kommen noch eine ganze Reihe Kleinigkeiten. So gibt es zum Beispiel zwischen dem französischen König Ludwig XI. und seiner Tochter Jeanne, als es um deren Verheiratung geht, eine Szene, in der er als liebevoller Vater gezeigt wird, obwohl er in der Realität für diese Tochter nicht viel übrig gehabt haben dürfte.[32] Ebenso wird der von Ludwig XI. tief betrauerte Tod seines kleinen Sohns François in die Zeit nach dem 1477 erfolgten Tod Karls des Kühnen verlegt, obwohl Francois bereits im Jahr 1473 starb. Eine weitere Erfindung (ohne historischen Anhaltspunkt) ist die Szene, in der der Kaiser seinem Sohn Maximilian während dessen Krankheit aus Geldnot in den Rücken fällt. Auch Maximilians Vater-Sohn-Konflikt ist eine Erfindung der Filmproduktion. Seriöse historische Belege, die auf einen solchen Konflikt verweisen, sind bisher nicht aufgetaucht, wenngleich die Anregung zu diesem aus der populärwissenschaftlichen Sekundärliteratur beziehungsweise aus wissenschaftlichen Arbeiten stammen dürfte, die auf einer habsburgerfeindlichen Sicht aus dem 19. Jahrhundert basieren. Diese sind allerdings seit Ende des 20. Jahrhunderts widerlegt.[33]

## Dokumentation
Im Anschluss an den dritten Teil wurde im ORF der Dokumentationsfilm Maximilian – Der Brautzug zur Macht von Manfred Corrine ausgestrahlt. Produziert wurde dieser von ORF, MR-Film, ZDF und Arte, gefördert vom Fernsehfonds Austria und dem Bundesministerium für Bildung. Ausschnitte aus diesem und anderen Filmen werden untermauert mit Aussagen von Historikern, die erläuternde Hintergrundinformationen über die damalige Zeit einstreuen und die vergangene Epoche im Gesamtzusammenhang erläutern. Die Dokumentation umfasst im Gegensatz zum Fernsehfilm die gesamte Lebenszeit Maximilians von 1459 bis 1519. In Spielszenen blickt Maximilian im Dialog mit seiner Tochter Margarete auf sein Leben zurück. Maximilian wird hier von Johannes Silberschneider verkörpert, Margarete von Marie-Christine Friedrich. Zu Wort kommen die Historiker Manfred Hollegger, Sigrid-Maria Größing, Dietmar Heil (Regensburg) und Bertrand Schnerb (Lille), als Off-Sprecher fungiert Cornelius Obonya.
Auf Arte wurde die Dokumentation am 19. August 2017 unter dem Titel Liebe, Geld und Macht – Maximilian I. gezeigt.